# Carnin
Carnin ist eine französische Gemeinde im Département Nord in der Region Hauts-de-France, Sie gehört zum Arrondissement Lille und zum Kanton Annœullin.

## Geografie
Die Gemeinde Carnin liegt an der Grenze zum Département Pas-de-Calais, etwa 15 Kilometer südsüdwestlich von Lille. Die Gemeinde grenzt im Nordosten an Gondecourt und Chemy (Berührungspunkt), im Osten an Camphin-en-Carembault, im Süden an Carvin, im Westen an Annœullin und im Nordwesten an Allennes-les-Marais.

## Bevölkerungsentwicklung
| Jahr                       | 1962 | 1968 | 1975 | 1982 | 1990 | 1999 | 2008 | 2013 | 2020 |
| Einwohner                  | 601  | 598  | 639  | 833  | 955  | 970  | 1039 | 948  | 1054 |
| Quellen: Cassini und INSEE |      |      |      |      |      |      |      |      |      |

## Sehenswürdigkeiten
- Kirche Saint-Christophe

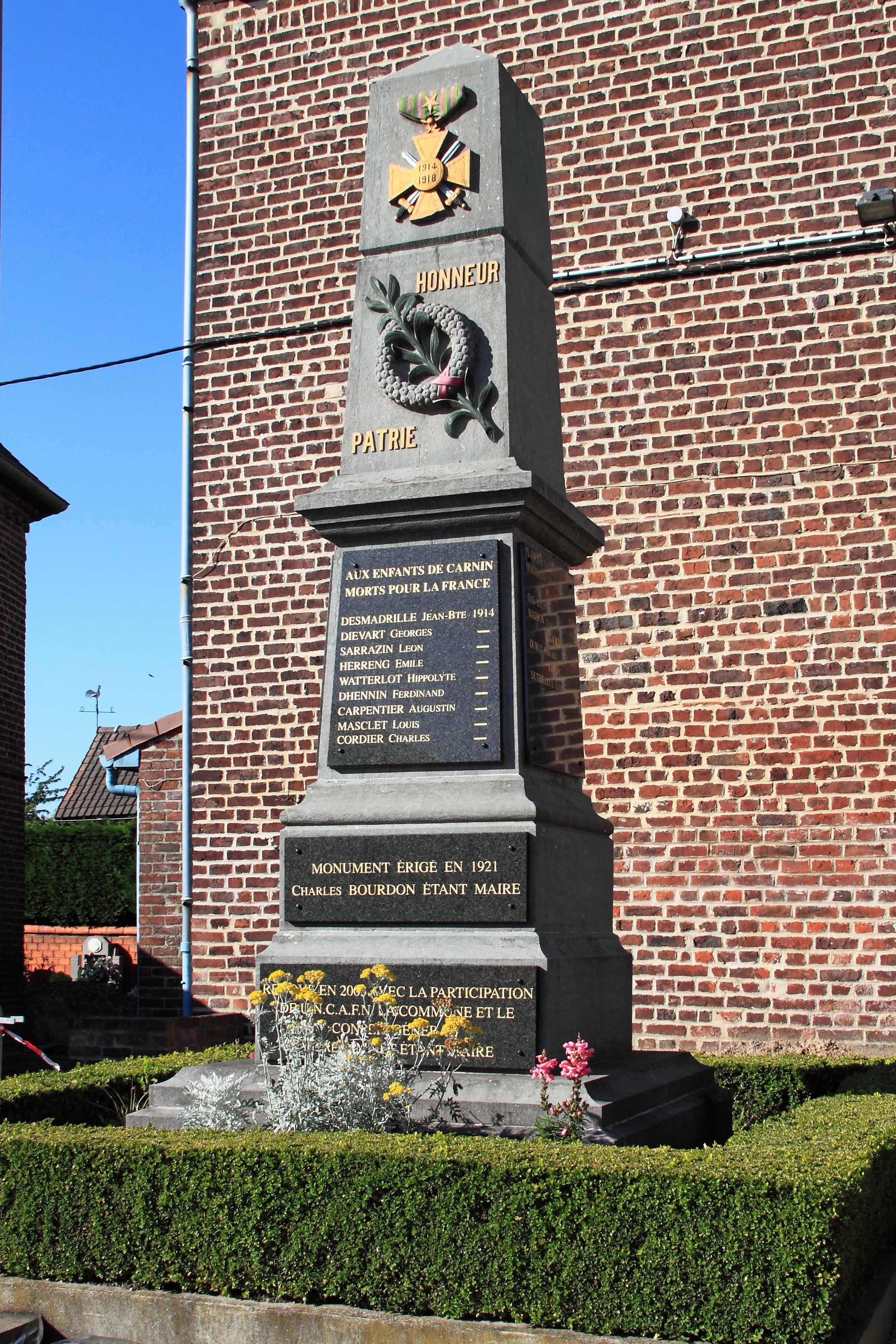
Gefallenendenkmal
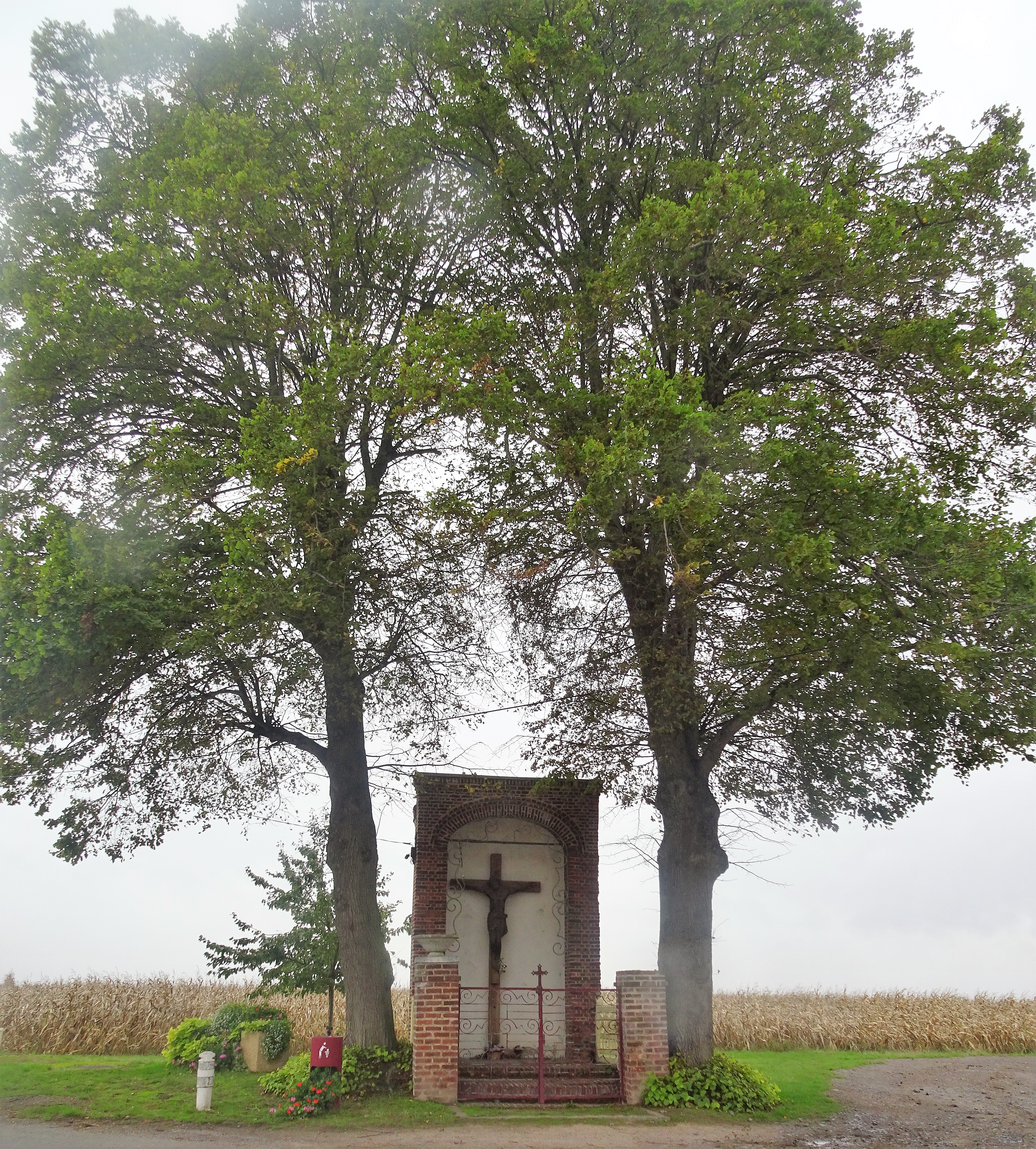
Calvaire

- Gefallenendenkmal
- Calvaire